# Svetovno prvenstvo v hokeju na ledu 1933
Svetovno prvenstvo v hokeju na ledu 1933 je bilo sedmo Svetovno prvenstvo v hokeju na ledu. Potekalo je med 18. in 26. februarjem 1933 v Pragi, Češkoslovaška. Zlato medaljo je osvojila ameriška reprezentanca, srebrno kanadska, bronasto pa češkoslovaška, v konkurenci desetih dvanajstih. 

## Dobitniki medalj
| Zlato | Srebro                                                                          | Bron |
| ZDAGerry Cosby John Garrison Ben Langmaid Winthrop Palmer Frank Holland Larry Sanford Channing Hillard Stewart Iglehart Sherman Forbes Jim Breckinridge | KanadaGeddes Hearn McIntyre Kane Chisholm MacAlpine Collins Huggins Kerr Nugent | ČeškoslovaškaJan Peka Jaroslav Pušbauer Wolfgang Dorasil Zbislav Petrs Jan Michálek Jiří Tožička Josef Maleček Karel Hromádka Alois Cetkovský Tomáš Švihovec Oldřich Kučera Hans Mattern |

## Tekme

### Prvi krog
Prvourščeni reprezentanci iz vsake od treh skupin sta napredovali v drugi krog, kamor sta bili avtomatsko uvrščeni ameriška in kanadska reprezentanca.

#### Skupina A
| 18. februar 1933 | Avstrija | 3:0 | Italija | Praga, Češkoslovaška |

| Poročilo tekme      | Poročilo tekme | Poročilo tekme | Poročilo tekme | Poročilo tekme |
| ------------------- | -------------- | -------------- | -------------- | -------------- |
| Začetek: ni podatka |                |                |                |                |

| 18. februar 1933 | Češkoslovaška | 8:0 | Romunija | Praga, Češkoslovaška |

| Poročilo tekme      | Poročilo tekme | Poročilo tekme | Poročilo tekme | Poročilo tekme |
| ------------------- | -------------- | -------------- | -------------- | -------------- |
| Začetek: ni podatka |                |                |                |                |

| 19. februar 1933 | Italija | 2:0 | Romunija | Praga, Češkoslovaška |

| Poročilo tekme      | Poročilo tekme | Poročilo tekme | Poročilo tekme | Poročilo tekme |
| ------------------- | -------------- | -------------- | -------------- | -------------- |
| Začetek: ni podatka |                |                |                |                |

| 19. februar 1933 | Češkoslovaška | 2:1 | Avstrija | Praga, Češkoslovaška |

| Poročilo tekme      | Poročilo tekme | Poročilo tekme | Poročilo tekme | Poročilo tekme |
| ------------------- | -------------- | -------------- | -------------- | -------------- |
| Začetek: ni podatka |                |                |                |                |

| 20. februar 1933 | Avstrija | 7:1 | Romunija | Praga, Češkoslovaška |

| Poročilo tekme      | Poročilo tekme | Poročilo tekme | Poročilo tekme | Poročilo tekme |
| ------------------- | -------------- | -------------- | -------------- | -------------- |
| Začetek: ni podatka |                |                |                |                |

| 20. februar 1933 | Češkoslovaška | 3:1 | Italija | Praga, Češkoslovaška |

| Poročilo tekme      | Poročilo tekme | Poročilo tekme | Poročilo tekme | Poročilo tekme |
| ------------------- | -------------- | -------------- | -------------- | -------------- |
| Začetek: ni podatka |                |                |                |                |

##### Lestvica
OT-odigrane tekme, z-zmage, n-neodločeni izidi, P-porazi, DG-doseženo goli, PG-prejeti goli, GR-gol razlika, T-točke.
| # | Reprezentanca | OT | Z | N | P | DG | PG | GR  | T |
| - | ------------- | -- | - | - | - | -- | -- | --- | - |
| 1 | Češkoslovaška | 3  | 3 | 0 | 0 | 13 | 2  | +11 | 6 |
| 2 | Avstrija      | 3  | 2 | 0 | 1 | 11 | 3  | +8  | 4 |
| 3 | Italija       | 3  | 1 | 0 | 2 | 3  | 6  | -3  | 2 |
| 4 | Romunija      | 3  | 0 | 0 | 3 | 1  | 17 | -16 | 0 |

#### Skupina B
| 18. februar 1933 | Nemčija | 6:0 | Belgija | Praga, Češkoslovaška |

| Poročilo tekme      | Poročilo tekme | Poročilo tekme | Poročilo tekme | Poročilo tekme |
| ------------------- | -------------- | -------------- | -------------- | -------------- |
| Začetek: ni podatka |                |                |                |                |

| 19. februar 1933 | Nemčija | 2:0 | Poljska | Praga, Češkoslovaška |

| Poročilo tekme      | Poročilo tekme | Poročilo tekme | Poročilo tekme | Poročilo tekme |
| ------------------- | -------------- | -------------- | -------------- | -------------- |
| Začetek: ni podatka |                |                |                |                |

| 20. februar 1933 | Poljska | 1:0 | Belgija | Praga, Češkoslovaška |

| Poročilo tekme      | Poročilo tekme | Poročilo tekme | Poročilo tekme | Poročilo tekme |
| ------------------- | -------------- | -------------- | -------------- | -------------- |
| Začetek: ni podatka |                |                |                |                |

##### Lestvica
OT-odigrane tekme, z-zmage, n-neodločeni izidi, P-porazi, DG-doseženo goli, PG-prejeti goli, GR-gol razlika, T-točke.
| # | Reprezentanca | OT | Z | N | P | DG | PG | GR | T |
| - | ------------- | -- | - | - | - | -- | -- | -- | - |
| 1 | Nemčija       | 2  | 2 | 0 | 0 | 8  | 0  | +8 | 4 |
| 2 | Poljska       | 2  | 1 | 0 | 1 | 1  | 2  | -1 | 2 |
| 3 | Belgija       | 2  | 0 | 0 | 2 | 0  | 9  | -9 | 0 |

#### Skupina C
| 18. februar 1933 | Švica | 5:1 | Latvija | Praga, Češkoslovaška |

| Poročilo tekme      | Poročilo tekme | Poročilo tekme | Poročilo tekme | Poročilo tekme |
| ------------------- | -------------- | -------------- | -------------- | -------------- |
| Začetek: ni podatka |                |                |                |                |

| 19. februar 1933 | Švica | 1:0 | Madžarska | Praga, Češkoslovaška |

| Poročilo tekme      | Poročilo tekme | Poročilo tekme | Poročilo tekme | Poročilo tekme |
| ------------------- | -------------- | -------------- | -------------- | -------------- |
| Začetek: ni podatka |                |                |                |                |

| 20. februar 1933 | Madžarska | 3:0 | Latvija | Praga, Češkoslovaška |

| Poročilo tekme      | Poročilo tekme | Poročilo tekme | Poročilo tekme | Poročilo tekme |
| ------------------- | -------------- | -------------- | -------------- | -------------- |
| Začetek: ni podatka |                |                |                |                |

##### Lestvica
OT-odigrane tekme, z-zmage, n-neodločeni izidi, P-porazi, DG-doseženo goli, PG-prejeti goli, GR-gol razlika, T-točke.
| # | Reprezentanca | OT | Z | N | P | DG | PG | GR | T |
| - | ------------- | -- | - | - | - | -- | -- | -- | - |
| 1 | Švica         | 2  | 2 | 0 | 0 | 6  | 1  | +5 | 4 |
| 2 | Madžarska     | 2  | 1 | 0 | 1 | 3  | 1  | +2 | 2 |
| 3 | Latvija       | 2  | 0 | 0 | 2 | 1  | 8  | -7 | 0 |

### Drugi krog
Prvourščeni reprezentanci iz vsake od treh skupin sta napredovali v polfinale, *-po podaljšku.

#### Skupina D
| 21. februar 1933 | Avstrija | 1:0* | Madžarska | Praga, Češkoslovaška |

| Poročilo tekme      | Poročilo tekme | Poročilo tekme | Poročilo tekme | Poročilo tekme |
| ------------------- | -------------- | -------------- | -------------- | -------------- |
| Začetek: ni podatka |                |                |                |                |

| 21. februar 1933 | Kanada | 5:0 | Nemčija | Praga, Češkoslovaška |

| Poročilo tekme      | Poročilo tekme | Poročilo tekme | Poročilo tekme | Poročilo tekme |
| ------------------- | -------------- | -------------- | -------------- | -------------- |
| Začetek: ni podatka |                |                |                |                |

| 22. februar 1933 | Nemčija | 4:0 | Madžarska | Praga, Češkoslovaška |

| Poročilo tekme      | Poročilo tekme | Poročilo tekme | Poročilo tekme | Poročilo tekme |
| ------------------- | -------------- | -------------- | -------------- | -------------- |
| Začetek: ni podatka |                |                |                |                |

| 22. februar 1933 | Kanada | 4:0 | Avstrija | Praga, Češkoslovaška |

| Poročilo tekme      | Poročilo tekme | Poročilo tekme | Poročilo tekme | Poročilo tekme |
| ------------------- | -------------- | -------------- | -------------- | -------------- |
| Začetek: ni podatka |                |                |                |                |

| 23. februar 1933 | Kanada | 3:1 | Madžarska | Praga, Češkoslovaška |

| Poročilo tekme      | Poročilo tekme | Poročilo tekme | Poročilo tekme | Poročilo tekme |
| ------------------- | -------------- | -------------- | -------------- | -------------- |
| Začetek: ni podatka |                |                |                |                |

| 23. februar 1933 | Avstrija | 2:0 | Nemčija | Praga, Češkoslovaška |

| Poročilo tekme      | Poročilo tekme | Poročilo tekme | Poročilo tekme | Poročilo tekme |
| ------------------- | -------------- | -------------- | -------------- | -------------- |
| Začetek: ni podatka |                |                |                |                |

##### Lestvica
OT-odigrane tekme, z-zmage, n-neodločeni izidi, P-porazi, DG-doseženo goli, PG-prejeti goli, GR-gol razlika, T-točke.
| # | Reprezentanca | OT | Z | N | P | DG | PG | GR  | T |
| - | ------------- | -- | - | - | - | -- | -- | --- | - |
| 1 | Kanada        | 3  | 3 | 0 | 0 | 12 | 1  | +11 | 6 |
| 2 | Avstrija      | 3  | 2 | 0 | 1 | 3  | 4  | -1  | 4 |
| 3 | Nemčija       | 3  | 1 | 0 | 2 | 4  | 7  | -3  | 2 |
| 4 | Madžarska     | 3  | 0 | 0 | 3 | 1  | 8  | -1  | 0 |

#### Skupina E
| 21. februar 1933 | ZDA | 7:0 | Švica | Praga, Češkoslovaška |

| Poročilo tekme      | Poročilo tekme | Poročilo tekme | Poročilo tekme | Poročilo tekme |
| ------------------- | -------------- | -------------- | -------------- | -------------- |
| Začetek: ni podatka |                |                |                |                |

| 21. februar 1933 | Češkoslovaška | 1:0 | Poljska | Praga, Češkoslovaška |

| Poročilo tekme      | Poročilo tekme | Poročilo tekme | Poročilo tekme | Poročilo tekme |
| ------------------- | -------------- | -------------- | -------------- | -------------- |
| Začetek: ni podatka |                |                |                |                |

| 22. februar 1933 | ZDA | 4:0 | Poljska | Praga, Češkoslovaška |

| Poročilo tekme      | Poročilo tekme | Poročilo tekme | Poročilo tekme | Poročilo tekme |
| ------------------- | -------------- | -------------- | -------------- | -------------- |
| Začetek: ni podatka |                |                |                |                |

| 22. februar 1933 | Češkoslovaška | 1:0 | Švica | Praga, Češkoslovaška |

| Poročilo tekme      | Poročilo tekme | Poročilo tekme | Poročilo tekme | Poročilo tekme |
| ------------------- | -------------- | -------------- | -------------- | -------------- |
| Začetek: ni podatka |                |                |                |                |

| 23. februar 1933 | Švica | 3:1 | Poljska | Praga, Češkoslovaška |

| Poročilo tekme      | Poročilo tekme | Poročilo tekme | Poročilo tekme | Poročilo tekme |
| ------------------- | -------------- | -------------- | -------------- | -------------- |
| Začetek: ni podatka |                |                |                |                |

| 23. februar 1933 | ZDA | 6:0 | Češkoslovaška | Praga, Češkoslovaška |

| Poročilo tekme      | Poročilo tekme | Poročilo tekme | Poročilo tekme | Poročilo tekme |
| ------------------- | -------------- | -------------- | -------------- | -------------- |
| Začetek: ni podatka |                |                |                |                |

##### Lestvica
OT-odigrane tekme, z-zmage, n-neodločeni izidi, P-porazi, DG-doseženo goli, PG-prejeti goli, GR-gol razlika, T-točke.
| # | Reprezentanca | OT | Z | N | P | DG | PG | GR  | T  |
| - | ------------- | -- | - | - | - | -- | -- | --- | -- |
| 1 | ZDA           | 3  | 3 | 0 | 0 | 17 | 0  | +17 | 6  |
| 2 | Češkoslovaška | 3  | 2 | 0 | 0 | 1  | 2  | 6   | -4 |
| 3 | Švica         | 3  | 1 | 0 | 2 | 3  | 9  | -6  | 2  |
| 4 | Poljska       | 3  | 0 | 0 | 3 | 1  | 8  | -7  | 0  |

### Zaključni boji

#### Boj za 9. do 12. mesto
| 23. februar 1933 | Romunija | 3:2 | Belgija | Praga, Češkoslovaška |

| Poročilo tekme      | Poročilo tekme | Poročilo tekme | Poročilo tekme | Poročilo tekme |
| ------------------- | -------------- | -------------- | -------------- | -------------- |
| Začetek: ni podatka |                |                |                |                |

| 23. februar 1933 | Latvija | 2:0 | Italija | Praga, Češkoslovaška |

| Poročilo tekme      | Poročilo tekme | Poročilo tekme | Poročilo tekme | Poročilo tekme |
| ------------------- | -------------- | -------------- | -------------- | -------------- |
| Začetek: ni podatka |                |                |                |                |

#### Tekma za 9. mesto
| 24. februar 1933 | Romunija | 1:0 | Latvija | Praga, Češkoslovaška |

| Poročilo tekme      | Poročilo tekme | Poročilo tekme | Poročilo tekme | Poročilo tekme |
| ------------------- | -------------- | -------------- | -------------- | -------------- |
| Začetek: ni podatka |                |                |                |                |

#### Tekma za 7. mesto
| 24. februar 1933 | Madžarska | 1:1 | Poljska | Praga, Češkoslovaška |

| Poročilo tekme      | Poročilo tekme | Poročilo tekme | Poročilo tekme | Poročilo tekme |
| ------------------- | -------------- | -------------- | -------------- | -------------- |
| Začetek: ni podatka |                |                |                |                |

#### Tekma za 5. mesto
| 24. februar 1933 | Nemčija | 1:1 | Švica | Praga, Češkoslovaška |

| Poročilo tekme      | Poročilo tekme | Poročilo tekme | Poročilo tekme | Poročilo tekme |
| ------------------- | -------------- | -------------- | -------------- | -------------- |
| Začetek: ni podatka |                |                |                |                |

#### Polfinale
| 25. februar 1933 | ZDA | 4:0 | Avstrija | Praga, Češkoslovaška |

| Poročilo tekme      | Poročilo tekme | Poročilo tekme | Poročilo tekme | Poročilo tekme |
| ------------------- | -------------- | -------------- | -------------- | -------------- |
| Začetek: ni podatka |                |                |                |                |

| 25. februar 1933 | Kanada | 4:0 | Češkoslovaška | Praga, Češkoslovaška |

| Poročilo tekme      | Poročilo tekme | Poročilo tekme | Poročilo tekme | Poročilo tekme |
| ------------------- | -------------- | -------------- | -------------- | -------------- |
| Začetek: ni podatka |                |                |                |                |

#### Tekma za 3. mesto
| 26. februar 1933 | Češkoslovaška | 2:0 | Avstrija | Praga, Češkoslovaška |

| Poročilo tekme      | Poročilo tekme | Poročilo tekme | Poročilo tekme | Poročilo tekme |
| ------------------- | -------------- | -------------- | -------------- | -------------- |
| Začetek: ni podatka |                |                |                |                |

#### Finale
*-po podaljšku.
| 26. februar 1933 | ZDA | 2:1* | Kanada | Praga, Češkoslovaška |

| Poročilo tekme      | Poročilo tekme | Poročilo tekme | Poročilo tekme | Poročilo tekme |
| ------------------- | -------------- | -------------- | -------------- | -------------- |
| Začetek: ni podatka |                |                |                |                |

## Končni vrstni red
1. ZDA
2. Kanada
3. Češkoslovaška
4. Avstrija
5. Nemčija
6. Švica
7. Madžarska
8. Poljska
9. Romunija
10. Latvija
11. Belgija
12. Italija